# 南泥灣 (歌曲)
《南泥湾》是一首创作于1943年的中国歌曲，贺敬之作词，马可作曲。该歌曲最初由王昆演唱，是中国共产党为宣传八路軍359旅在南泥灣展開大生产运动而作。1964年，此曲编入音乐舞蹈史诗《东方红》，由郭兰英演唱。
该革命歌曲在中国大陸传唱比较广泛。歌词中“陕北的好江南”所指即是南泥湾。
此曲曾經被多名歌手翻唱，例如奚秀蘭、羅文、中国武警男声合唱团等。崔健曾以搖滾風格翻唱此曲，收錄於《解決》專輯之內。1988年被改編為粵語流行曲《重逢》，卡龍作詞，徐小鳳主唱。龙飘飘又将此曲翻唱为华语贺岁歌曲《财源滚滚》。1991年被改編為亞洲電視劇《大都會鄉里》主題曲《醉心平凡》，因葵作詞，張港基主唱。